# Władysław Ślewiński
Władysław Ślewiński, né le 1er juin 1856 à Białynin près de Teresin dans le powiat de Sochaczew (voïvodie de Mazovie) et mort le 24 mars 1918 à Paris, est un peintre polonais. 
Il est associé au mouvement de la Jeune Pologne et à l'École de Pont-Aven.

## Biographie
Władysław Ślewiński est le fils de Kajetan Ślewiński et d'Helena Mysyrowicz.
Issu d'une famille aristocratique polonaise, Władysław Ślewiński quitte la Pologne en 1888 pour s'installer à Paris, où il s’inscrit à l'Académie Julian dans l'atelier de Marcel Baschet, puis à l'Académie Colarossi.
Il rencontre Paul Gauguin en 1889 et une amitié se crée entre les deux hommes. En 1890, il le suit en Bretagne, au Pouldu, et séjourne à l'auberge de Marie Henry.
En 1899, il épouse Eugénie Szewcow (Schevtzoff). Après son retour en Pologne en 1905, il revient en France en 1910 et s'installe à Pont-Aven, puis à Doëlan, sur la commune de Clohars-Carnoët. Il meurt le 24 mars 1918 à l'hôpital Sainte-Anne de Paris.

## Œuvres dans les collections publiques
France
- Pont-Aven, musée des Beaux-Arts : Nature morte aux pommes et au chandelier, 1896-1897, huile sur toile ;
- Rennes, musée des Beaux-Arts : Marine au rocher rouge, huile sur toile[3] ;
- Saint-Germain-en-Laye, musée départemental Maurice Denis « Le Prieuré » : Mon chien, vers 1895, huile sur toile[4].

Pologne
- Varsovie, musée national de Varsovie :
  - Autoportrait, 1894, huile sur toile ;
  - Autoportrait, 1912, huile sur toile.

Œuvres de Władysław Ślewiński
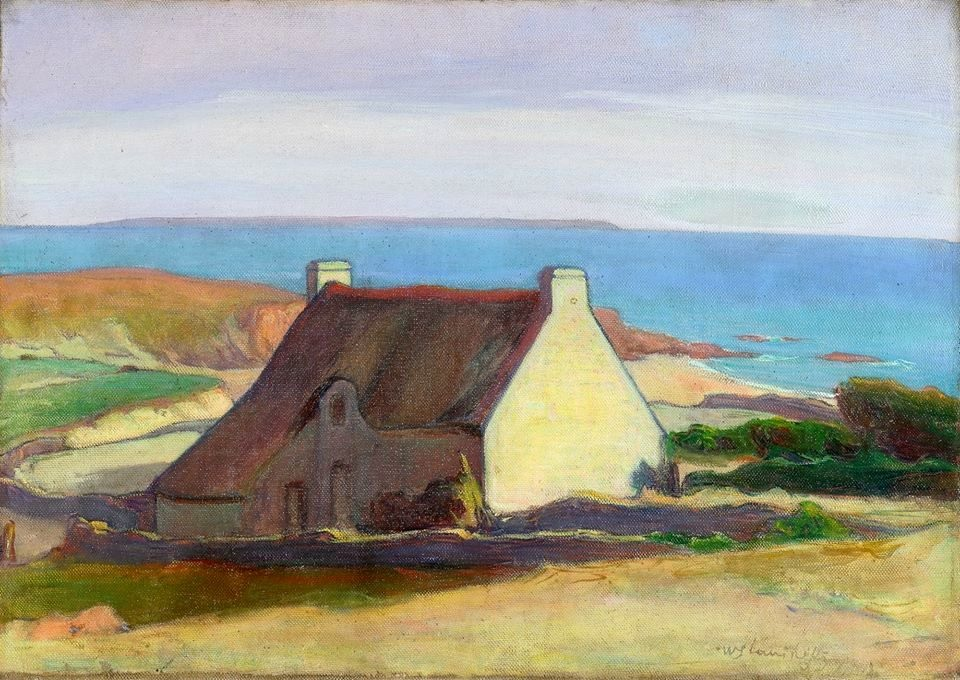
Chaumière au Pouldu (vers 1892), musée national de Wrocław.
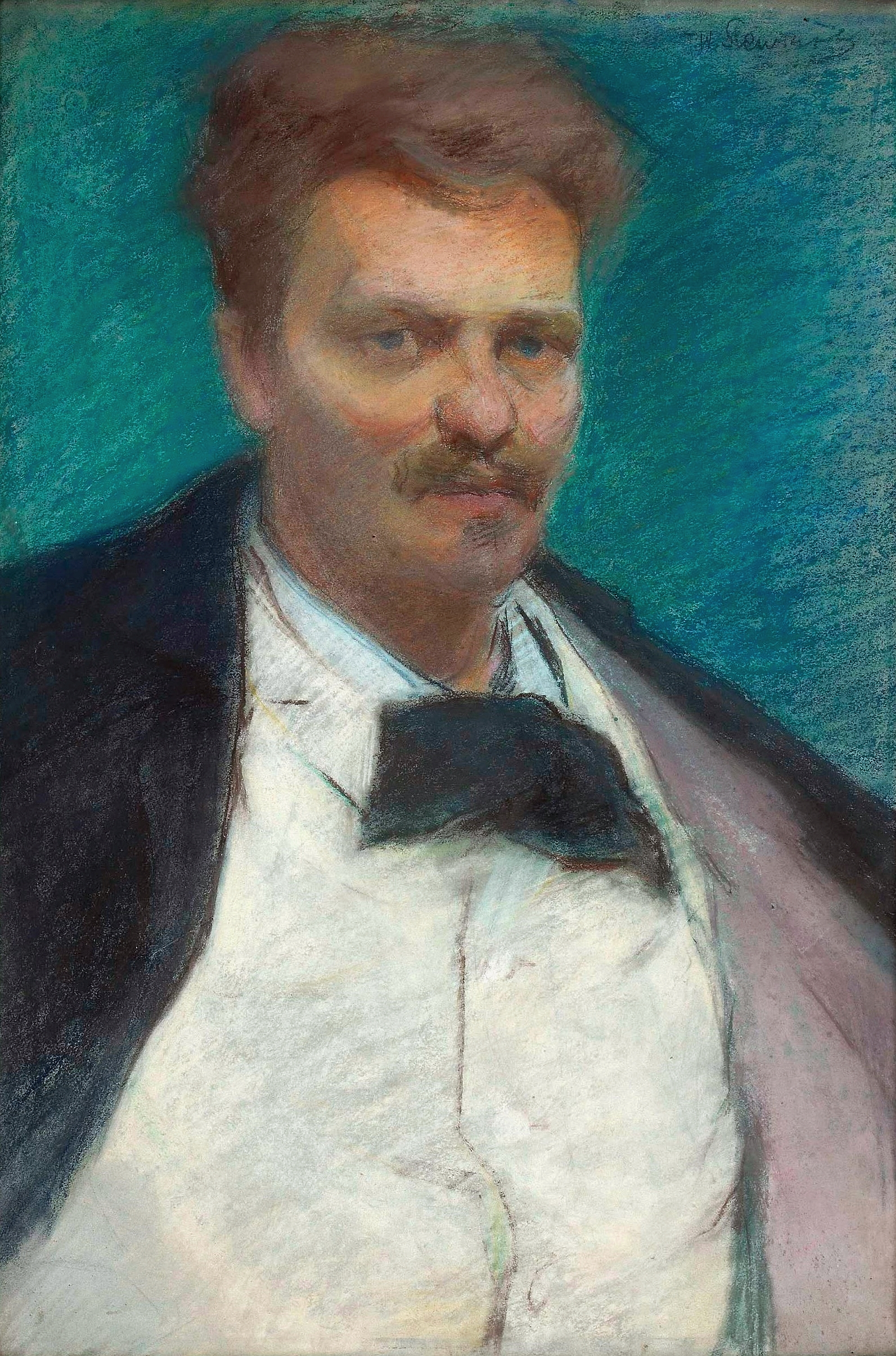
Portrait d'August Strindberg (vers 1896), musée national de Varsovie.
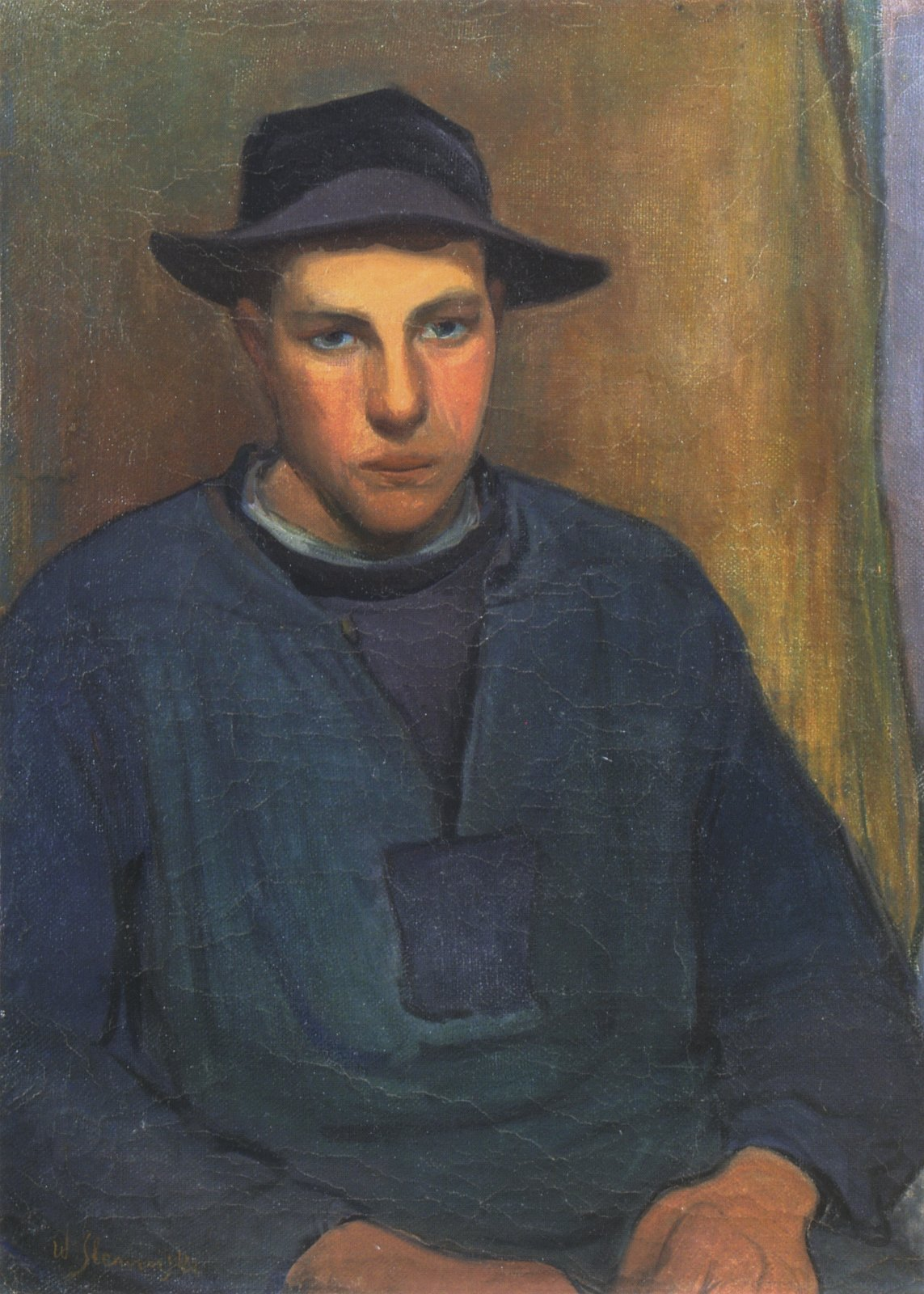
Jeune pêcheur de Doëlan (vers 1897), galerie d'art de Lviv.
Femme se coiffant (1897), musée national de Cracovie.
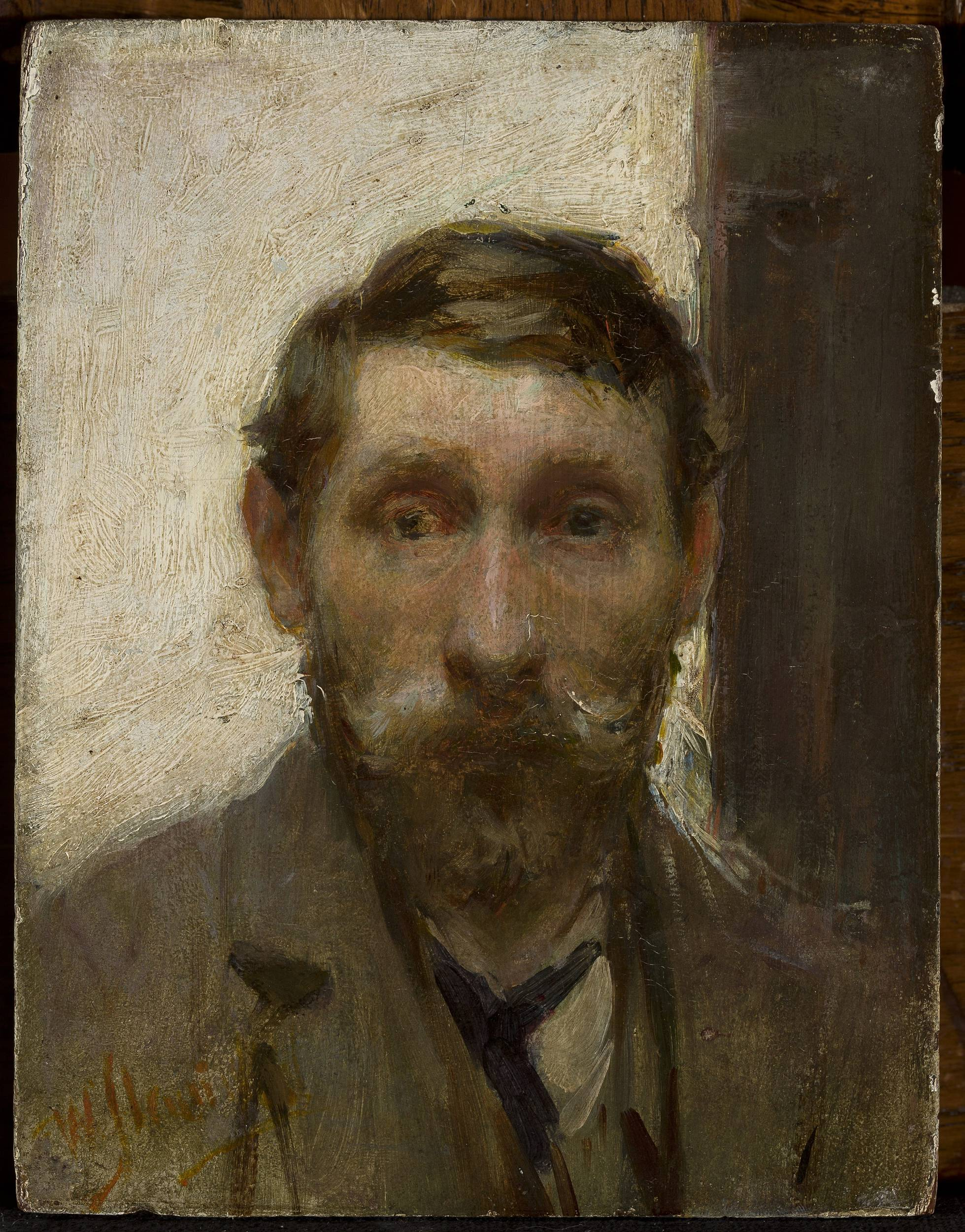
Autoportrait (vers 1898), musée national de Varsovie.
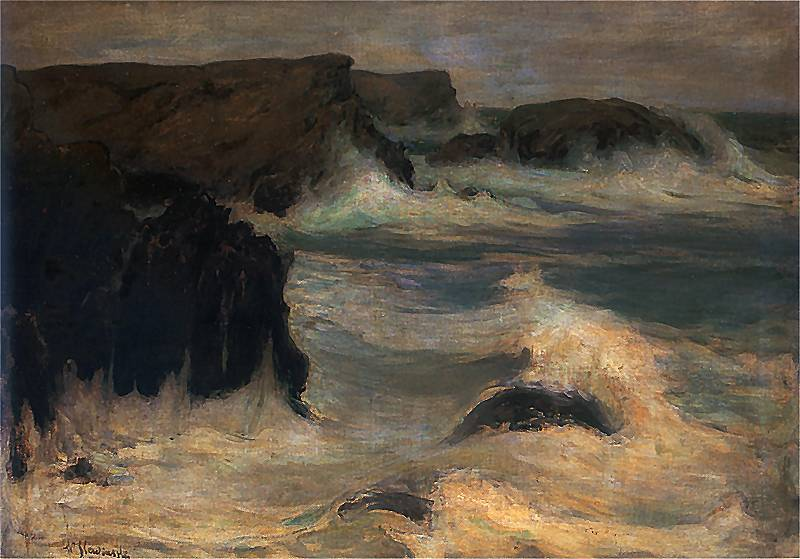
La Mer (1904), musée national de Cracovie.
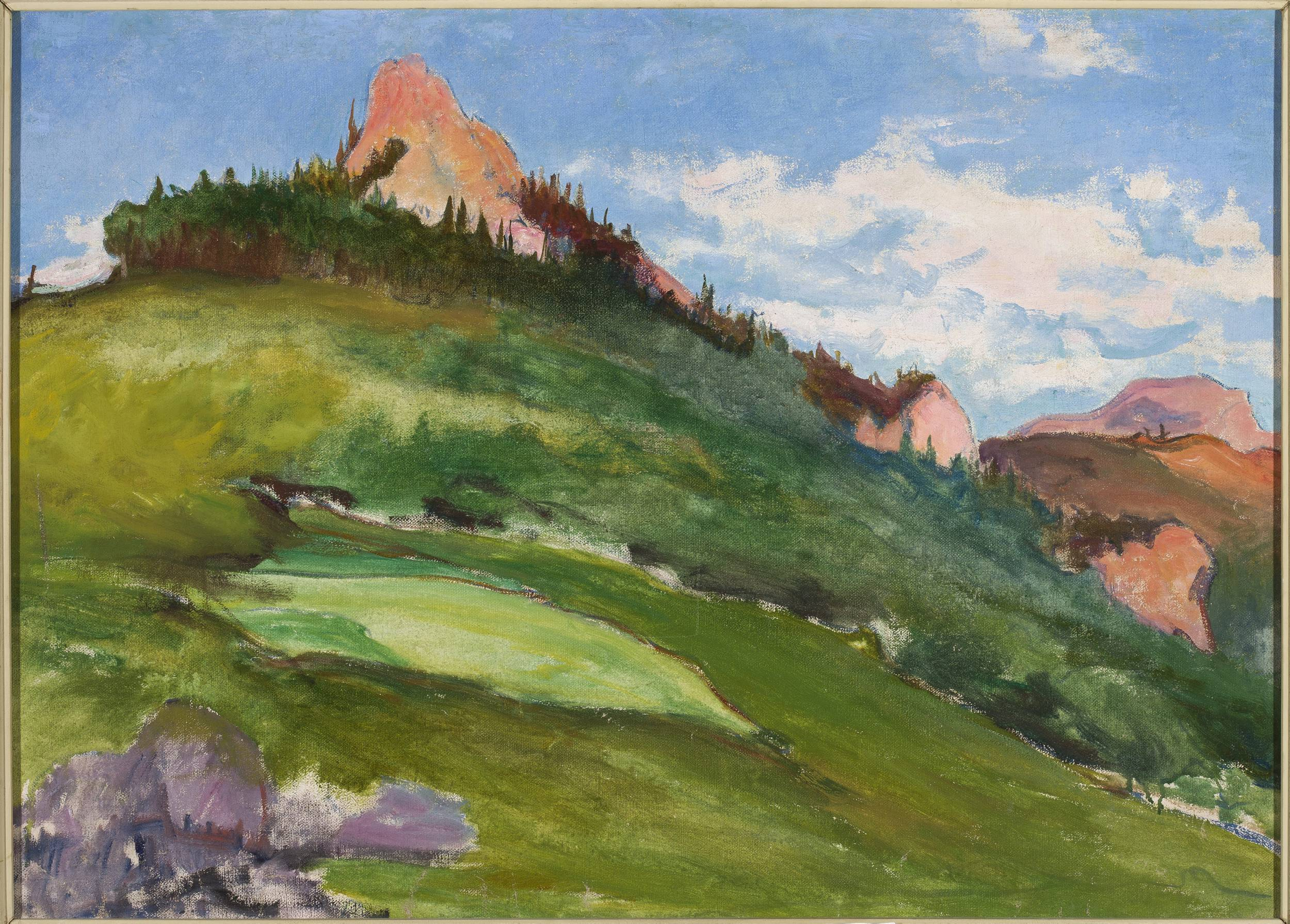
Paysage aux sommets roses (vers 1906), musée national de Varsovie.
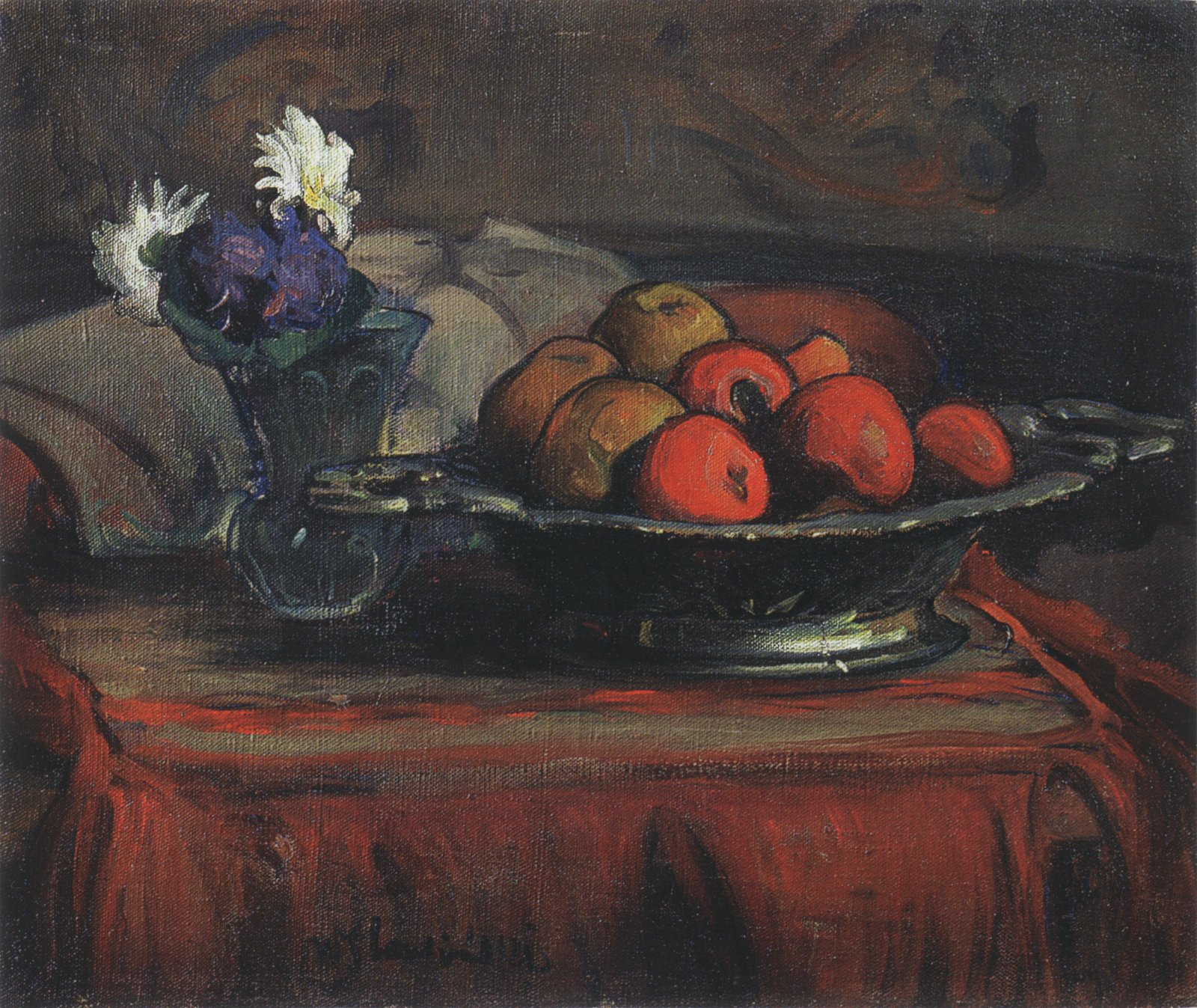
Nature morte avec plat en argent et fruits (vers 1907), galerie d'art de Lviv.
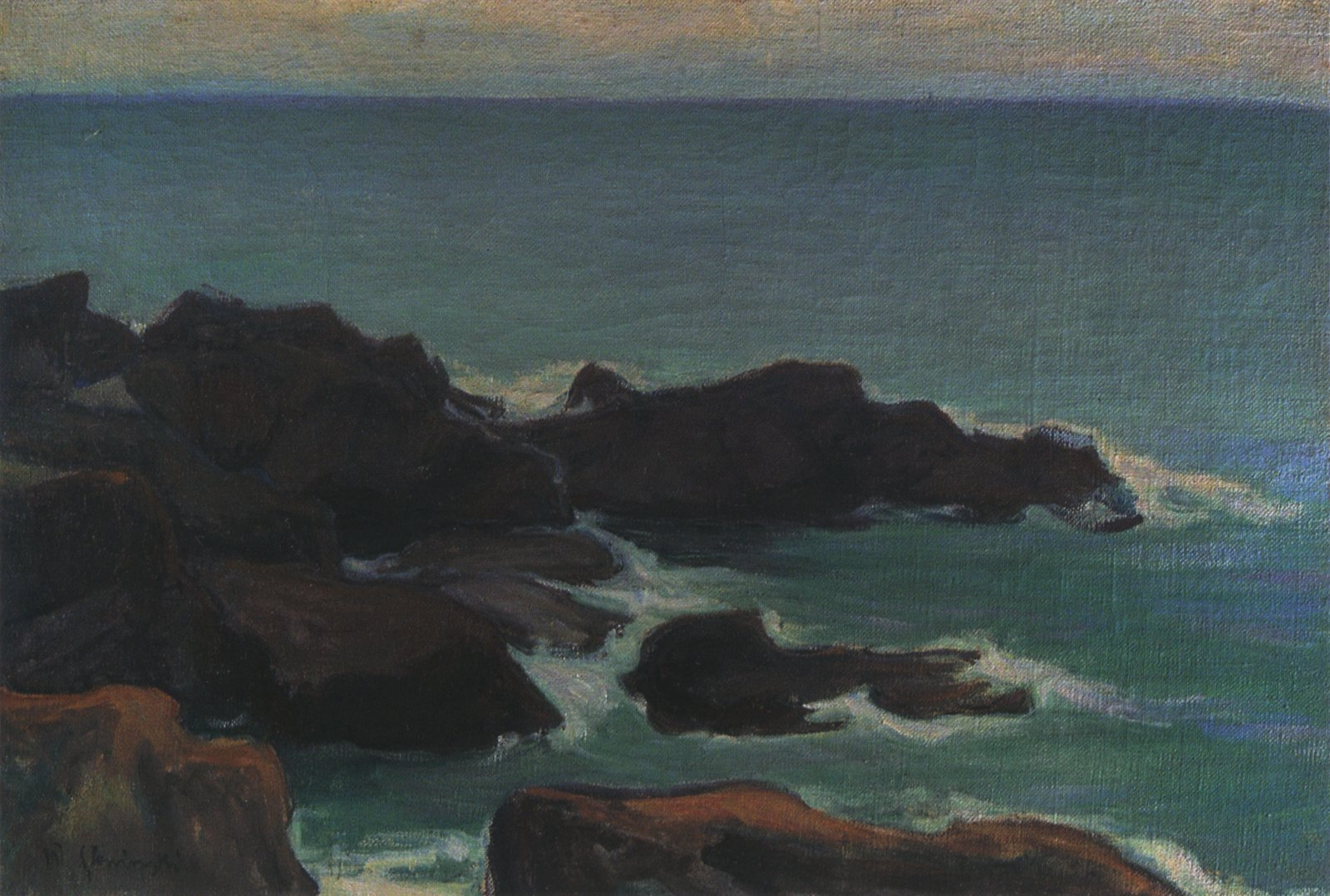
La Mer aux rochers lilas (vers 1916), galerie d'art de Lviv.